# Estudi de cap femení
Estudi de cap femení és un dibuix (sanguina i carbonet sobre paper acolorit) de 38,4 × 27,7 cm realitzat per Edward Coley Burne-Jones cap a 1894, el qual es troba al Museu Nacional d'Art de Catalunya.

## Context històric i artístic
En aquesta sanguina que Sir Edward Coley Burne-Jones -pintor i gravador anglès que va tindre un paper fonamental en el renaixement de l'art calcogràfic del seu país- va fer poc abans de morir, es veu la fidelitat de l'artista a un concepte estètic medievalista, el retorn a la natura i un cert misticisme i bellesa ideal, característiques que, sobretot a través d'Aubrey Beardsley, deixeble seu, influenciaran decisivament el simbolisme francès i contribuiran a la transformació d'aquest moviment cap al modernisme. A Catalunya, la seua influència es va deixar sentit, poc o molt, en Joan Llimona, Santiago Rusiñol i Ramon Pichot i, molt especialment, en Alexandre de Riquer, difusor i màxim exponent a Catalunya del Prerafaelitisme.

## Adquisició
La presència d'aquest dibuix de Burne-Jones a les col·leccions del Museu es deu al fet que va ésser inclòs, nou anys després de la mort de l'artista, a la V Exposició Internacional d'Art, que es va inaugurar al Palau de Belles Arts de Barcelona el 27 d'abril del 1907. Riquer, vocal d'honor de l'exposició i comissari oficial de la Gran Bretanya, va seleccionar les obres dels artistes anglesos que hi van participar, i va organitzar, preparar, instal·lar i decorar les dues sales que els corresponien, on va aplegar 231 obres entre pintures, dibuixos, gravats, escultures i arts decoratives. La mostra va tindre molt èxit perquè va aconseguir una extraordinària participació d'artistes catalans i la incorporació de nombrosos artistes estrangers, fet que no es tornaria a repetir a Catalunya fins al 1917 amb l'Exposició d'art francès.